# Machaerium salvadorense
Machaerium salvadorense là một loài thực vật có hoa trong họ Đậu. Loài này được (Donn.Sm.) Rudd miêu tả khoa học đầu tiên.